# Mace (Wrestler)
Brennan Marcel Williams (* 5. Februar 1991 in North Easton, Massachusetts) ist ein amerikanischer Wrestler. Er steht derzeit bei WWE unter Vertrag und tritt regelmäßig in deren Show Raw auf.

## Wrestling-Karriere

### Reality of Wrestling (2016)
Nach dem Ende seiner Footballkarriere reiste er nach Houston, um sich zum professionellen Wrestler ausbilden zu lassen. Am 27. Oktober 2015 wurde bekannt gegeben, dass Williams von Booker T zum professionellen Wrestler ausgebildet wurde. Er debütierte am 1. Februar 2016 bei Reality of Wrestling unter dem Ringnamen Marcellus Black.

### World Wrestling Entertainment (seit 2016)
Am 11. Februar 2016 nahm Williams an einem WWE Tryout im WWE Performance Center teil. Am 1. August 2016 gab WWE offiziell die Vertragsunterzeichnung von Williams bekannt. Am selben Tag begann er auch das Training im Performance Center.
Am 30. September 2016 gab er sein In-Ring-Debüt bei einem NXT Live Event und nahm an einer Battle Royal teil. Im Juni 2019 erhielt Brennan den neuen Ringnamen Dio Maddin. Am 10. September 2019 trat Maddin jedoch dem Kommentatorenteam für 205 Live bei und ersetzte Nigel McGuinness. Im selben Monat gab WWE im Rahmen ihrer Premiere Week bekannt, dass die Kommentatorenteams geändert werden sollen, wobei Maddin mit Vic Joseph und Jerry Lawler als Analyst für das Raw-Kommentarteam fungieren sollen. Seine Arbeit als Kommentator endete im November 2019, als er zurück zum Training zu NXT geschickt wurde.
Er kehrte am 21. September 2020, als Teil des Stables Retribution, zurück und nahm den Ringnamen Mace an. Stables Retribution begannen hiernach eine Fehde mit The Hurt Business, bestehend aus Bobby Lashley, MVP, Shelton Benjamin und Cedric Alexander. Diese Fehde konnten sie jedoch nicht gewinnen. Am 21. März 2021 wurde das Stable getrennt, nachdem sie ihren Anführer Mustafa Ali abgefertigt hatten. Am 1. Oktober 2021 wurde er beim WWE Draft zu SmackDown gedraftet.
Am 22. April 2022 wurde er bei einem nicht ausgestrahlten Segment als Mitglied des Maximum Male Models unter der Leitung von Max Dupri vorgestellt. Am 1. Juli 2022 trat er zum ersten Mal mit ihm unter dem Ringnamen Ma.çé auf.